# ラドゴンド・ド・フランス

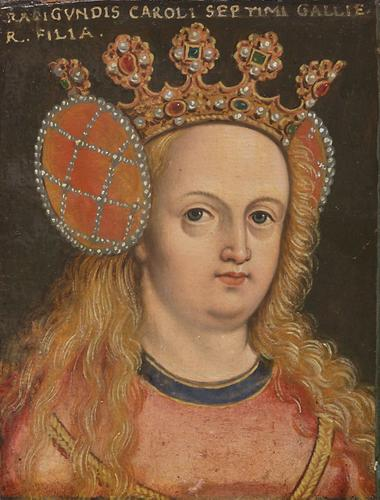
フランス王女ラドゴンド、アントン・ボイス画、ウィーン美術史美術館蔵

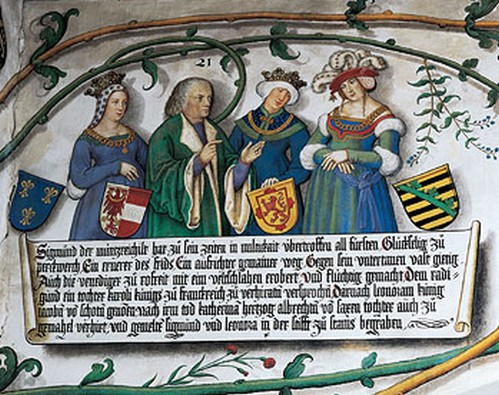
婚約者だったオーストリア大公ジークムントとその2人の妻とともに描かれたラドゴンド、トラッツベルク城内ハプスブルク大広間（Habsburgersaal）を飾るフレスコ壁画

ラドゴンド・ド・フランス（Radegonde de France, 1425/1428年 シノン - 1445年3月19日 トゥール）は、フランス王シャルル7世の長女。

## 生涯
シャルル7世王と王妃マリー・ダンジューの間の第3子・長女。生年は1425年あるいは1428年8月とされ、議論がある。後者は母王妃の財務官が1428年8月29日付の日誌に、「近頃シノン市にてマダム・アラゴンド・ド・フランス（Madame Arragonde de France）がお生まれになった」と記録していることを論拠とする。
カペー朝以来の歴代フランス王朝の王家の姫君たちの中で、ラドゴンドという洗礼名を与えられたのは彼女だけである。これはクロタール1世王の離縁された妻であった聖ラデグンドを、父王が強く尊崇していたためである。長女の名前の選択は、百年戦争において占領者イギリスに対する攻勢をかけようとしていた父王にとって、多分に政治的意義を持つものであった。聖ラデグンドは、シャルル7世を支持する勢力の中心地で、イギリスとブルゴーニュ公国の軍勢に占拠されたフランスにおいて、王国議会の移転先でもあったポワチエの守護聖人だからである。
ラドゴンドは1430年4月22日、ごく幼いときにオーストリア大公ジークムントと婚約した。
1445年におそらく胸膜炎とみられる病にかかり、快癒を願ってレピーヌのノートルダム大聖堂に詣でた帰りに、症状が悪化して亡くなった。1425年生年説に従えば19歳頃、1428年生年説に従えば16歳頃であった。遺骸は没地トゥールのサン＝ガティアン大聖堂に葬られた。

## 引用・脚注
1. ↑  Debris 2005, p. 361.
2. ↑  de Beaucourt 1888, p. 187.
3. ↑  Robert Favreau, « Le culte de sainte Radegonde à Poitiers au Moyen Âge », dans Les religieuses dans le cloître et dans le monde des origines à nos jours: Actes du deuxième colloque international du C.E.R.C.O.R., Poitiers, 29 septembre-2 octobre 1988, Saint-Étienne, Publications de l'Université de Saint-Étienne, 1994, p. 107.
4. ↑  Christian de Mérindol, « Le culte de sainte Radegonde et la monarchie française à la fin du Moyen Âge », dans Les Religieuses dans le cloître et dans le monde, des origines à nos jours, Actes du deuxième colloque international du C.E.R.C.O.R., Poitiers, 29 septembre-2 octobre 1988, Saint-Étienne, Publications de l'Université de Saint-Étienne, 1994, p. 792.
5. 1 2  Watanabe 2011, p. 105.
6. ↑  P.L Carrez, Étude sur le château de Sarry, ancienne campagne des évêques de Châlons-sur-Marne, imp. Martin Frères, Châlons, 1899.
7. 1 2  de Beaucourt 1888, p. 94.